# Лоджонг
Лоджонг (тиб. བློ་སྦྱོང་, Вайли  blo sbyong) — тренировка ума, практика в тибетском буддизме, основанная на наборе афоризмов тибетского геше XII века Чекава Еше Дордже. Практика состоит в переработке и очищении мотивации и отношения человека.
Приблизительно пятьдесят один афоризм, составляющий первоначальный текст, создан как набор противоядий от нежелательных умственных привычек, влекущих страдания. Они содержат в себе как методы изменения точки зрения по направлению к абсолютной Бодхичитте (например, "Отыщи сознание, бывшее твоим до твоего рождения" и "Трактуй всё, что ты чувствуешь, как сон"), так и методы общения с внешним миром с относительной Бодхичиттой (например "Будь благодарен всем" и "Когда всё вокруг идёт не так, трактуй несчастье как путь к пробуждению").
Популяризаторами этой практики на Западе стали Чогьям Трунгпа Ринпоче и Далай-лама XIV.